# Rūsiņš Mārtiņš Freivalds
Rūsiņš Mārtiņš Freivalds, né le 10 novembre 1942 à Cesvaine et mort le 4 janvier 2016 à Riga, est un informaticien et mathématicien letton.
Après avoir étudié à l'université d'État de Moscou, il enseigne à l'université de Lettonie, où il a notamment comme étudiants Daina Taimina et Andris Ambainis. Ses recherches portent sur les algorithmes probabilistes, les automates, l'inférence inductive et, plus récemment, sur les algorithmes quantiques (en).
Il a donné son nom à l'algorithme de Freivalds.